# Zubrewiczy (obwód witebski)
Zubrewiczy (biał. Зубрэвічы; ros. Зубревичи, Zubriewiczi; pol. hist. Zubrewicze) – agromiasteczko na Białorusi, w obwodzie witebskim, w rejonie orszańskim, w sielsowiecie Zubrewiczy (którego władz są siedzibą), nad Uljanauką (Ulanką). 

## Historia
W XIX i w początkach XX w. wieś i majątek ziemski należący do książąt Lubomirskich. Położone były wówczas w Rosji, w guberni mohylewskiej, w powiecie orszańskim, w gminie Barań. Znajdowała się tu wówczas drewniana cerkiew parafialna.
Następnie w granicach Związku Sowieckiego. Od 1991 w niepodległej Białorusi.